# Cosima Wagner

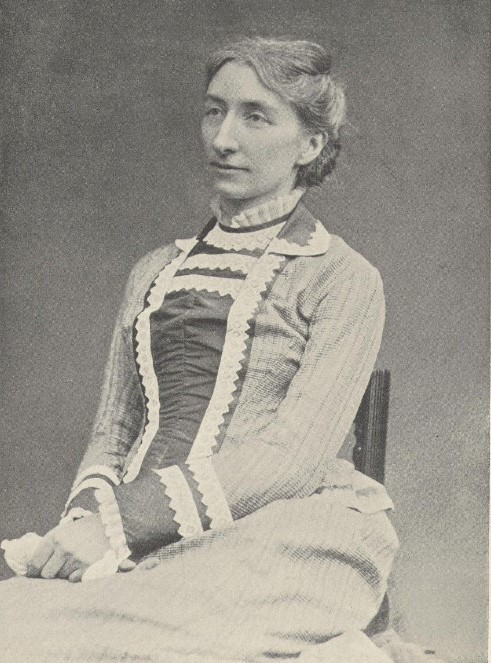
Cosima Wagner 1877 in London

Cosima Francesca Gaetana Wagner, geborene de Flavigny (* 24. Dezember 1837 in Bellagio am Comer See, Königreich Lombardo-Venetien, Habsburgermonarchie; † 1. April 1930 in Bayreuth, Bayern, Deutsches Reich), war die zweite Ehefrau von Richard Wagner und von 1883 bis 1908 die Leiterin der Bayreuther Festspiele. Sie war wie ihr Mann eine überzeugte Antisemitin.

## Leben

### Jugend und Ehe mit Hans von Bülow
Cosima Wagner wurde zwar am 24. Dezember 1837 geboren, feierte ihren Geburtstag aber traditionell am ersten Weihnachtstag. Deshalb ist oft irrtümlich der 25. Dezember als Geburtsdatum angegeben. Als uneheliche Tochter von Gräfin Marie d’Agoult (geborene de Flavigny) und von Franz Liszt wurde Cosima mit ihren beiden Geschwistern Blandine und Daniel von ihrer Großmutter, Anna Liszt, und später in einem Pariser Institut erzogen. Erst seit 1844, nach der Ehelichkeitserklärung durch ihren Vater, trug Cosima den Namen Liszt und nicht mehr den Geburtsnamen ihrer Mutter.
Schon 1853 lernte sie bei einem Besuch ihres Vaters in Paris auch dessen Freund Richard Wagner kennen. 1855 holte Liszt seine Kinder nach Weimar und übergab sie wenige Monate später zur weiteren Erziehung der Freifrau Franziska von Bülow nach Berlin. Dort lernte sie den Sohn des Hauses kennen, Hans von Bülow, einen der begabtesten Schüler ihres Vaters, der sich als Dirigent und Pianist bereits einen Namen gemacht hatte. Er war ein glühender Verehrer von Wagner. Cosima war musikalisch hochbegabt, in Musiktheorie ausgebildet und außerdem redegewandt. Sie wollte Künstlerin werden. Ihre Mutter schilderte sie wie folgt:

„Cosima ist ein geniales Mädchen, ganz ähnlich ihrem Vater. Ihre starke Einbildungskraft wird sie vom ausgetretenen Pfad fortführen; sie hat einen inneren Dämon, dem sie entschlossen alles opfern wird. In ihr ist sowohl Güte als auch Größe. Oft fehlt es ihr am richtigen Urteil, aber das wird sich entwickeln, vielleicht durch die kummervollen Lebenserfahrungen nur allzu bald.“

Am 18. August 1857 heirateten Cosima und Hans von Bülow in der Hedwigskirche in Berlin. Sie besuchten auf ihrer Hochzeitsreise Richard Wagner in Zürich, der zu diesem Zeitpunkt im Gartenhaus der Villa Wesendonck wohnte. Der Ehe mit Bülow entstammten die beiden Töchter Daniela und Blandine, benannt nach Cosimas beiden Geschwistern Daniel und Blandine.
Als junge Ehefrau entwickelte sich Cosima zu einer Berliner Salonnière, die regelmäßig zu eleganten Abendgesellschaften einlud. Manchmal zeigte sie auch ihre musikalischen Fähigkeiten. Außerdem hatte sie journalistisches Talent, fertigte Übersetzungen an und berichtete in der Revue germanique über das kulturelle Berlin. Ihre selbstbewusste, männlich titulierte Ausstrahlung wurde damals widersprüchlich kommentiert. Sie stand in Kontakt zu emanzipierten und politisch aktiven Frauen wie der Feministin Hedwig Dohm, der Frauenrechtlerin Emma Herwegh und der Schauspielerin Ellen Franz, die später als Helene Freifrau von Heldburg in den Adelsstand erhoben wurde und den Meininger Herzog Georg II. heiratete.
Von der Freundschaft der beiden Frauen profitierten später die Bayreuther Festspiele und das Theaterwesen. Infolge der Verbindung engagierte Georg II. im Jahr 1880 Hans von Bülow als Hofkapellmeister der Meininger Hofkapelle, die seit Beginn der Festspiele auf Wunsch von Richard Wagner mehrere Jahre lang den Stamm des Festspielorchesters bildete. Ab 1875 pflegten dann Cosima und Richard Wagner mit dem Herzogspaar einen künstlerisch-freundschaftlichen Kontakt in Form von gegenseitiger Unterstützung von Konzerten und Theateraufführungen sowie persönlichen Besuchen.
In der Berliner Zeit mit Bülow entwickelte sich auch Cosimas lebenslange Freundschaft mit Marie von Buch, die später als Gräfin Schleinitz-Wolkenstein das Werk Richard Wagners und das Unternehmen Bayreuth vorbehaltlos unterstützte.

### Entscheidung für Wagner

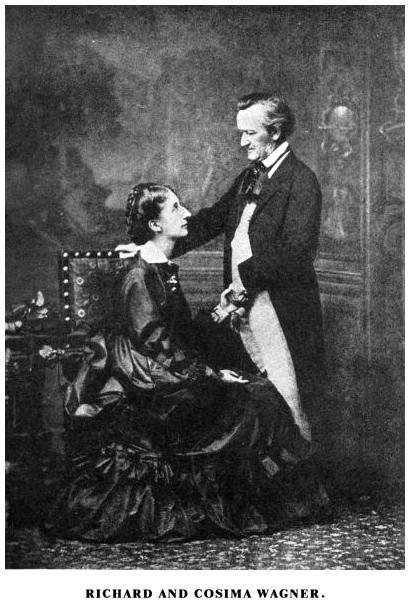
Richard und Cosima Wagner (1872)

Ihre Zuneigung zu dem 24 Jahre älteren und 15 cm kleineren Wagner wuchs, je öfter sie sich sahen. Gemeinsam mit ihrem Mann Hans von Bülow, der mit Wagner inzwischen eng befreundet war und den Klavierauszug für Tristan erstellt hatte, besuchte sie den Komponisten im Sommer 1862 in Wiesbaden-Biebrich, wo er an den Meistersingern arbeitete. Im Sommer 1863 gestanden sich Cosima und Wagner auf einer Kutschfahrt in Berlin ihre gegenseitige Liebe. Im Sommer 1864 reiste Cosima mit ihren Töchtern zu Wagner ins Pellet’sche Landhaus am Starnberger See, in das dieser eingezogen war, nachdem er in dem jungen König Ludwig II. einen Mäzen gefunden hatte. Dieser unterstützte Wagner finanziell und eröffnete ihm eine künstlerische Perspektive in Bayern. In dieser Situation entschied sich Cosima für Wagner und begann ihre Liebesbeziehung mit ihm.
Cosima und Bülow ließen sich wie auch Wagner in München nieder. Cosima wurde Wagners ordnende „rechte Hand“ und gewann auch das Vertrauen König Ludwigs II. Sie lebte nun in einer Dreiecksbeziehung. Am 10. April 1865 wurde Isolde, das erste gemeinsame Kind von Cosima von Bülow und Richard Wagner, in München geboren. 1867 verließ sie Bülow, um fortan mit Wagner, zunächst in Haus Tribschen am Vierwaldstättersee, danach in Bayreuth zusammenzuleben. In Tribschen wurde im Februar 1867 ihre zweite gemeinsame Tochter Eva geboren. Dort lernte sie außerdem Friedrich Nietzsche kennen. Erst nach der Geburt von Wagners Sohn Siegfried im Juni 1869 wurde eine Scheidung beantragt. Ein gutes Jahr später, am 18. Juli 1870, wurde ihre Ehe mit Bülow geschieden.
Am 25. August 1870 heirateten Cosima und Richard Wagner in Luzern. Die katholisch getaufte und erzogene Cosima konvertierte nach seelsorgerlichen Gesprächen mit Johann Christian Wilhelm Dittmar am 31. Oktober 1872 zum evangelischen Bekenntnis. Bis zum Tod von Richard Wagner im Jahr 1883 lebten und arbeiteten die Eheleute gemeinsam. Nur ein halbes Jahr nach dem Tod Wagners übernahm sie als Platzhalterin für den Sohn die Leitung der Bayreuther Festspiele. Diese übergab sie 1908 an Siegfried, der sie bis zu seinem frühen Tod 1930 behielt.

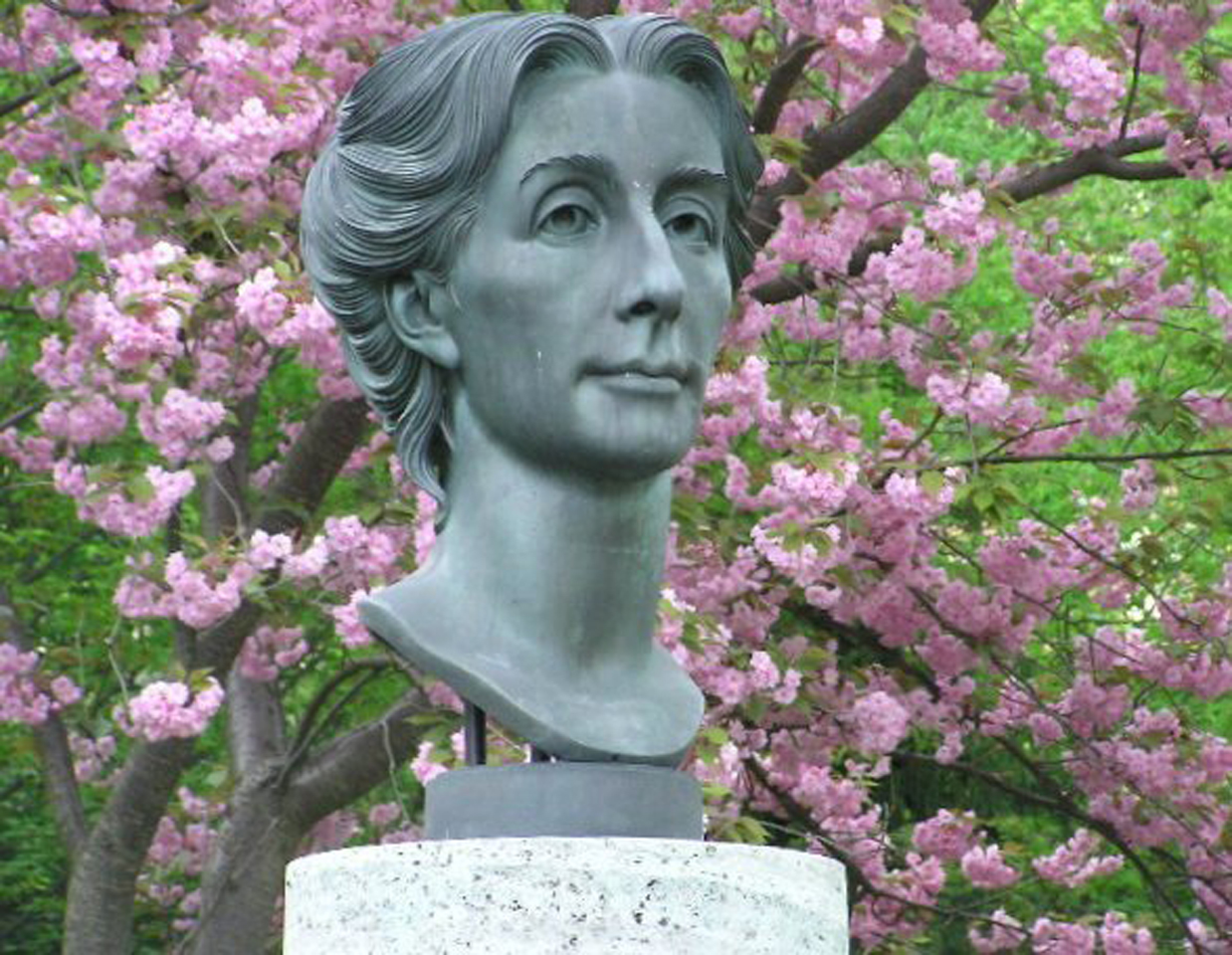
Büste im Festspielpark Bayreuth

Cosima blieb anerkanntes Familienoberhaupt und maßgebliche „Herrin“ der Villa Wahnfried. So war sie es, die 1915 die Ehe ihres Sohnes Siegfried mit Winifred Williams arrangierte. 1913 kam es wegen finanzieller Forderungen ihrer Tochter Isolde zu einem Prozess (Beidler-Prozess). Dabei bestritt Cosima wider besseres Wissen die Vaterschaft Richard Wagners. Die Klage wurde daher abgewiesen.
1917 trat sie der rechtsradikalen Deutschen Vaterlandspartei bei. In ihren letzten Lebensjahren war Cosima nach einem Schlaganfall fast blind, teilweise gelähmt und benutzte einen Rollstuhl. Trotz ihrer erheblichen Einschränkung unterzeichnete sie am 19. Dezember 1928 das Gründungsmanifest zum völkisch gesinnten, antisemitisch ausgerichteten Kampfbund für deutsche Kultur.
Nachdem sie 92-jährig in Bayreuth gestorben war, wurde sie in Coburg eingeäschert und im Garten der Villa Wahnfried neben ihrem Gatten beigesetzt. Ihre Urne steht in der gemeinsamen Gruft neben dem Sarkophag Richard Wagners.

## Wirken

### Als Ehefrau Richard Wagners
Cosima Wagner war von Beginn an fachkompetente Weggefährtin ihres Mannes. So begleitete sie die Proben für Der Ring des Nibelungen und betätigte sich an Debatten um Details der Inszenierung. Ihr Regieeinfluss, auch ihre Ansprüche an Requisiten und Kostüme, führten teils zu Auseinandersetzungen. Cosima war durch langjährige Freundschaften mit angesehenen Frauen aus dem Adel und der geistigen Elite gut vernetzt. Sie gewann diese als Mäzeninnen für die Bayreuther Festspiele. Das wurde nicht von allen Zeitgenossen gutgeheißen.
In enger Zusammenarbeit mit Wagner organisierte sie die ersten Bayreuther Festspiele (1876). In seinen letzten Lebensjahren vollendete Richard Wagner den Parsifal. Zu diesem Werk gab Cosima wesentliche Impulse und war immer wieder die erste Hörerin seiner Kompositionen.

### Leitung der Bayreuther Festspiele
Als Richard Wagner 1883 starb, übernahm seine Witwe auf Anregung von Hans von Wolzogen die Leitung der Bayreuther Festspiele, die sie bis 1906 behielt. Gemeinsam mit Adolf von Groß, der die finanzielle Seite der Festspiele betreute, gelang es ihr, den Bayreuther Festspielen zu internationalem Renommee zu verhelfen. 1911 wurde ihr die Ehrenbürgerwürde der Stadt Bayreuth verliehen.

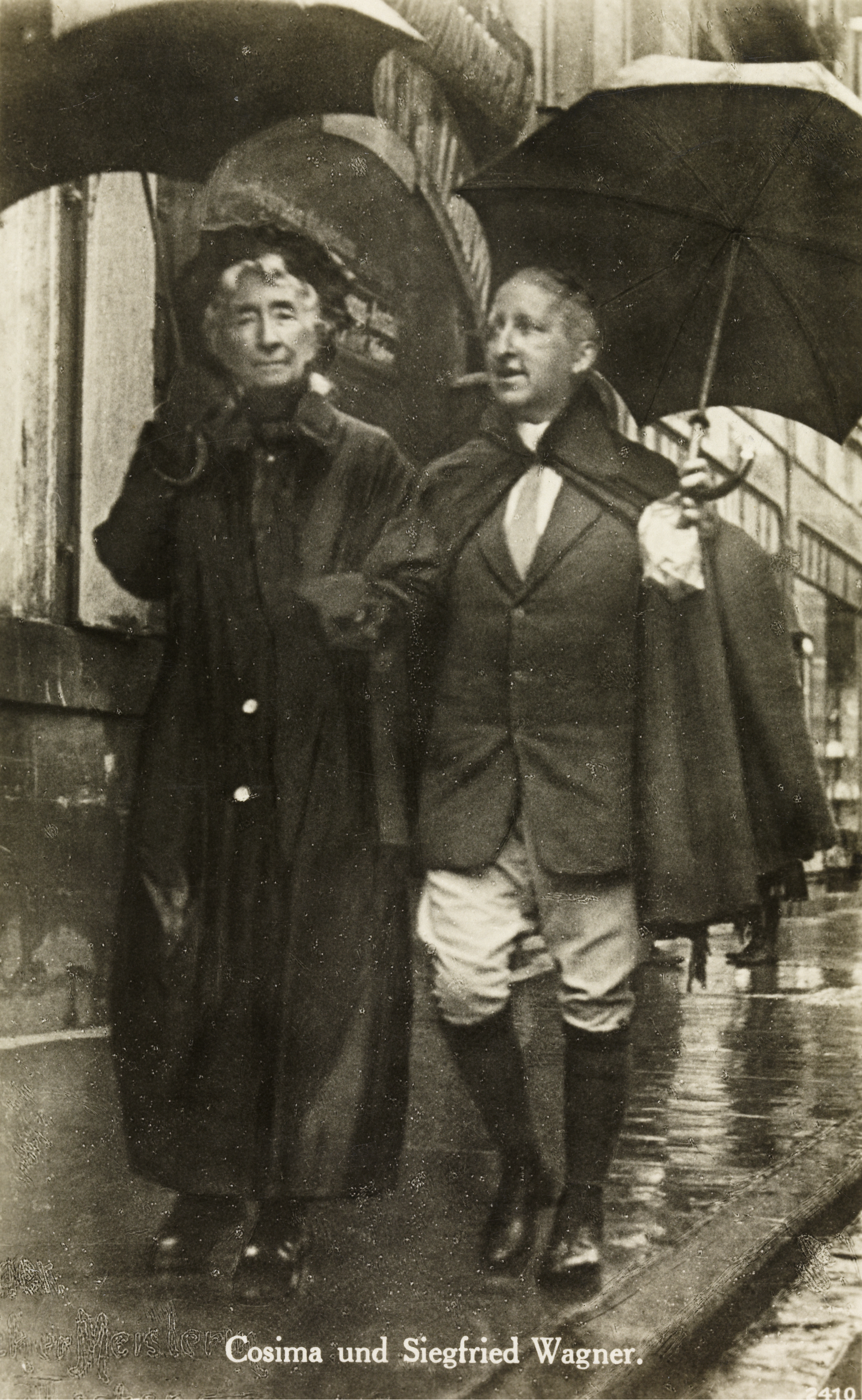
Cosima und Siegfried Wagner

Unter ihrer Leitung und im Sinne Richard Wagners sollten seine Werke in Bayreuth in mustergültigen Aufführungen bewahrt werden. Das gelang ihr mit großem Erfolg, zumal Kopien dieser „Musteraufführungen“ inklusive der Bühnenbilder damals in verschiedenen Ländern von Angelo Neumann präsentiert wurden. Das künstlerische Feingefühl von Cosima lobten u. a. der Parsifal-Assistent Engelbert Humperdinck und der Parsifal-Dirigent Hermann Levi.
Auf der anderen Seite gab es Kritik. Der Vorwurf war, dass sie Veränderungen blockiere, einzig das Wort und den vermeintlichen Willen des „Meisters“, ihres verstorbenen Gatten, mit dogmatischer Strenge durchsetze. Sie wurde als „Gralshüterin“ seines Erbes bezeichnet, obgleich Richard Wagner sich selbst eine traditionserhaltende Aufführungspraxis gewünscht hatte.
In ihrer Vorstellung vom idealen Wagner-Gesang war Textverständlichkeit wichtiger als lyrischer Ausdruck. Maximaler dramatischer Ausdruck wurde gefordert, außerdem eine laute und kraftvolle Deklamation, auch um das Orchester übertönen zu können. Manierismen wie das Tremolo oder das Portamento waren ihr zufolge nur gestattet, wenn es die Partitur ausdrücklich verlangte. Sie wurde in ihren Vorstellungen unterstützt durch den musikalischen Leiter der Festspiele Julius Kniese.
Die Sänger und Sängerinnen gingen mit ihren Anweisungen nur teilweise konform. Insbesondere international geachtete Pioniere des Wagner-Gesangs wie Lilli Lehmann, Marianne Brandt oder Hermann Winkelmann wollten andere Wege gehen. Ernst Kraus lehnte Proben mit Kniese grundsätzlich ab, während auch der als Knieses Musterschüler geltende Alfred von Bary die Vorgaben Cosima Wagners sehr frei interpretierte. Otto Briesemeister schaffte es, trotz extremer Deklamation einen runden Ton zu bewahren. Mehr oder minder innerhalb der Vorgaben sangen beispielsweise Wilhelm Grüning, Ernest van Dyck, Erik Schmedes, Alois Burgstaller, Hans Breuer, Theodor Bertram, Felix von Kraus, Adrienne Osborne, Ellen Gulbranson, Emilie Feuge-Gleiss oder Josefine von Artner.
Von Kritikern an Cosima Wagners konventionellem Regie-Stil wurde oft übersehen, dass sie um 1900 Veränderungen in der Aufführungspraxis einführte. Es gab neue Bühnenbilder für den Tannhäuser nach Entwürfen von Max Brückner, und Isadora Duncan, Begründerin des Ausdruckstanzes, wurde als Gestalterin des Bacchanals im Tannhäuser engagiert.
Manche Kritiker des Werkes Richard Wagners wurden von ihr als unfähig und minderwertig angesehen oder galten ihr als vom „jüdischen Kunstgeist“ verdorben. Insgesamt begann sie in Bayreuth eine antijüdische „Politik der Apartheid für die gesamten Festspiele“ durchzusetzen.

## Antisemitismus
Nachdem Juden viele Jahrhunderte lang von christlichen Gemeinschaften ausgegrenzt, verachtet und verfolgt worden waren, erhielten sie Mitte des 19. Jahrhunderts auf dem Gebiet Deutschlands zunehmend die gesetzliche Gleichberechtigung; zunächst im Großherzogtum Baden und wenig später in Frankfurt am Main. Es war dann Otto von Bismarck, der mit seinem „Gesetz, betreffend die Gleichberechtigung der Konfessionen in bürgerlicher und staatsbürgerlicher Beziehung“ im Rahmen des Norddeutschen Bundes die Juden bzw. die israelitische Religion aufwertete. Dieses Gesetz galt nach der Proklamation des Kaiserreichs 1871 für ganz Deutschland. Während nun einerseits das Ziel der Juden nach gesellschaftlicher Anerkennung erreicht schien, wuchsen zeitgleich aus einem deutschnationalen, völkischen Denken heraus Argwohn gegenüber dem Fremden und Judenhass. Insbesondere Firmenzusammenbrüche in den 1870er Jahren befeuerten einen religiös, politisch und rassistisch gefärbten Antisemitismus.
Von dieser rassistischen Ideologie waren auch Cosima Wagner und ihr Mann zunehmend erfasst. Sie dachten nicht nur antisemitisch, sondern handelten auch so. Richard Wagner propagierte antisemitisches Denken in seiner Schrift Das Judenthum in der Musik, die er unter dem Pseudonym K. Freigedank 1850 publizierte, und auch in Cosimas schriftlichen Zeugnissen ist Antisemitismus durchgehend vorhanden. In privater Korrespondenz drückt sie allerdings auch ihr Mitleid mit jüdischen Menschen aus.
Eine Art inneres Ringen um ihr Verhältnis zu Juden drückt sich in den langen, zu Hunderten erhaltenen Briefen an den Dirigenten Hermann Levi aus. Der Sohn eines Rabbiners war Hofkapellmeister am Münchener Hoftheater, das König Ludwig II. unterstand, und dirigierte die Bayreuther Parsifal-Aufführungen. Die Korrespondenz zwischen Cosima Wagner und Hermann Levi enthält einen teils täglichen sehr persönlichen Austausch. Sie zeigt aber ebenso, dass Levi und andere jüdische Musiker in Bayreuth zwar engagiert wurden, aber permanent mit Vorurteilen aus dem gesamten Umfeld zu kämpfen hatten. Als er von Diskriminierungen berichtete, antwortete Cosima, dass sie die Probleme eher bei den Juden sehe: „zu grübelig, zu wenig Selbstbewusstsein, zu kompliziert, die Worte auf die Goldwaage legend.“
Seit der Kindheit im Katholizismus verankert und als protestantische Gattin Wagners betrachtete Cosima die Juden als Rasse und beschrieb sie oft mit böser Ironie und herabwürdigend. Antisemitisch dachte und handelte auch Cosimas erster Gatte Hans von Bülow. Während dieser es begrüßte, dass Richard Wagner seine antisemitische Schrift 1869 erneut drucken ließ, war Cosima eher skeptisch. Sie hielt aber zu ihm, als es viel Kritik daran gab.
Einflussreich auf die antisemitische Gedankenwelt von Cosima Wagner war der rassistisch geprägte Brite Houston Stewart Chamberlain, ein glühender Wagner-Verehrer, der 1888 in Bayreuth Kontakt zu ihr aufgenommen hatte und 1889 vorübergehend nach Wien zog. Chamberlain blieb Cosima lebenslang eng verbunden und heiratete 1908 ihre Tochter Eva. Das Paar Chamberlain-Wagner gehörte wie auch Cosima zu dem nachträglich so genannten Bayreuther Kreis, einer Gruppe von Anhängern der Musik Richard Wagners – ursprünglich gegründet zur Unterstützung der Bayreuther Festspiele. Darunter waren deutsch-national gesinnte Mitglieder, aber auch Antisemiten wie Dietrich Eckart und andere Unterstützer von Adolf Hitler. Als eine der zentralen Figuren der Gruppierung gilt Chamberlain, der mit seinem „wissenschaftlichen“ Antisemitismus – im Sinne Arthur de Gobineaus – dieselben Positionen vertrat wie Adolf Hitler.

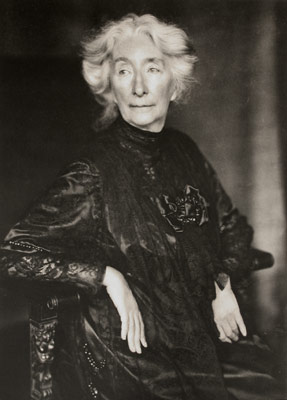
Cosima Wagner im Jahr 1905

Cosimas Tochter Eva heiratete 1908 Chamberlain. Cosima gewährte ihm, der bei Beginn des Ersten Weltkriegs wegen seiner prodeutschen Haltung in seiner britischen Heimat als Renegat galt, Zuflucht. Er verstand sich mit seinem „wissenschaftlichen“ Antisemitismus als einer, der Wagners Positionen weiterentwickelte. In der Niederlage Deutschlands im Weltkrieg und der Revolution sah er ein Werk des Judentums und vertrat damit dieselben Positionen wie Adolf Hitler.
1923 kam Hitler erstmals im Rahmen des Deutschen Tages nach Bayreuth. Er versuchte, das Renommee der Wagners für seine Zwecke zu nutzen, und wurde umgekehrt von Chamberlain wie auch von Winifred Wagner, Cosimas Schwiegertochter, als Vorkämpfer für die „nationale Sache“ gesehen. Dem Kreis schlossen sich weitere Nationalsozialisten und Antisemiten wie Dietrich Eckart an. Hitler besuchte nach 1930 die Villa Wahnfried regelmäßig und übernachtete häufig auch dort. Zu dieser Zeit war er Gast von Winifred Wagner, die nach dem Tod von Chamberlain, Cosima und Siegfried eine Anhängerin des antisemitischen Nationalsozialisten Hitler blieb, selbst nach Ende des Zweiten Weltkriegs. Sie erklärte, Hitler habe in den Wagners seine eigentliche Familie gesehen.

## Die Tagebücher
Cosima Wagner hinterließ umfangreiche Tagebücher, die sie vom 1. Januar 1869 an bis zu Richard Wagners Tod am 13. Februar 1883 geführt hatte. Darin gibt sie minutiös Auskunft über den Alltag, das Familienleben mit Richard Wagner sowie über musikalische und literarische Vorlieben. Für die Wagner-Forschung wichtig sind die „Tagebuchbegleitung“ der Konzeption und Komposition von Wagners letztem Werk Parsifal sowie die Tagebuch-Ausführungen zum Entstehen der Festspiele.
Die Tagebücher waren 1911 angeblich als Geschenk in den Besitz der Wagner-Tochter Eva Chamberlain gelangt und wurden von ihr 1935 an die Stadt Bayreuth übertragen. Diese wurde 1941 von ihr als Erbe der Urheberrechte bestimmt. Laut testamentarischer Verfügung blieben sie für 30 Jahre nach ihrem Tod, also von 1942 bis 1972 bei der Bayerischen Staatsbank in München unter Verschluss. Erst 1975 wurden sie der Öffentlichkeit übergeben, weil das Haus Wahnfried versucht hatte, die Urheberrechte zurückzuholen. Die Tagebücher wurden von Martin Gregor-Dellin und Dietrich Mack 1976 vollständig übertragen und herausgegeben.

## Ehrungen
- Der 1907 entdeckte Asteroid Cosima wurde nach ihr benannt.
- 1910 erhielt sie als eine der ersten Frauen die Ehrendoktorwürde der Friedrich-Wilhelms-Universität Berlin (der heutigen Humboldt-Universität).[26][27]
- 1911 wurde ihr von der Stadt Bayreuth die Ehrenbürgerwürde verliehen.
- 1927 wurde in Bayreuth anlässlich ihres 90. Geburtstags die Hofgartenstraße in Cosima-Wagner-Straße umbenannt.[28]
- 1935 wurde in Berlin-Friedenau der damalige Wagnerplatz in Cosimaplatz umbenannt.[29]
- In Raiding, dem Geburtsort ihres Vaters Franz Liszt, wurde eine Siedlung nach ihr benannt.[30]
- Im Juni 2012 wurde eine neu gebaute Wohnanlage in Bayreuth nach ihr benannt. Der „Cosima-Park“ liegt unweit des Festspielhauses.

### Sekundärliteratur
- Franz W. Beidler:
  - Cosima Wagner-Liszt – der Weg zum Wagner-Mythos: ausgewählte Schriften des ersten Wagner-Enkels und sein unveröffentlichter Briefwechsel mit Thomas Mann. Pendragon, Bielefeld 1997, ISBN 3-923306-86-5.
  - Cosima Wagner: ein Porträt. Richard Wagners erster Enkel: Ausgewählte Schriften und Briefwechsel mit Thomas Mann. Königshausen & Neumann, Würzburg 2011, ISBN 978-3-8260-4440-3.
- Sven Friedrich: Wagner, Cosima. In: Neue Deutsche Biographie (NDB). Band 27, Duncker & Humblot, Berlin 2020, ISBN 978-3-428-11208-1, S. 215–217 (Digitalisat).
- Françoise Giroud: Cosima Wagner. dtv, München 1998, ISBN 3-423-24133-0.
- Maren Goltz, Hertha Müller: »Königin und Täubchen«. Die Briefe von Cosima Wagner an Ellen Franz / Helene von Heldburg. Allitera Verlag, München 2014, ISBN 978-3-86906-507-6.
- Oliver Hilmes: Herrin des Hügels. Siedler, München 2007, ISBN 978-3-88680-836-6.
- Oliver Hilmes: Cosimas Kinder. Siedler, München 2009, ISBN 978-3-88680-899-1.
- Michael Karbaum (Hrsg.): Studien zur Geschichte der Bayreuther Festspiele (1876–1976). Bosse, Regensburg 1976, ISBN 3-7649-2060-2.
- George R. Marek: Cosima Wagner. 3. Auflage. Hestia, Bayreuth 1983, ISBN 3-7770-0234-8.
- Richard Du Moulin-Eckart: Cosima Wagner. Ein Lebensbild zu ihrem 80. Geburtstage, Bayreuth: Gießel 1918.
- Claudia Graciela Petersen: An die 'Theuerste Nichte'. Cosima Wagner im Spiegel ihrer Korrespondenz mit der Hamburger Bürgermeistertochter Antonie Petersen. Leipziger Universitätsverlag, Leipzig 2020, ISBN 978-3-96023-358-9.
- Sabine Zurmühl: Cosima Wagner. Ein widersprüchliches Leben. Böhlau, Wien 2022, ISBN 978-3-205-21501-1.